# Тришира
Тришира (санскр. त्रिशिर, IAST: triśira, букв. «Тот, у кого три головы») — ракшас, упоминания о котором можно найти в Рамаяне. Он был одним из сыновей Раваны и Дханьямалини. Его братьями были Атикая, Нарантака и Девантака.

## В Рамаяне
В «Рамаяне» рассказывается, что он вступил в бой с Рамой и поразил его несколькими стрелами. На это Рама сказал ему, что стрелы были для него не чем иным, как цветами, падающими на его тело. После этого последовала дуэль, в которой Рама убил Триширу.